# Synallaxis stictothorax
Synallaxis stictothorax là một loài chim trong họ Furnariidae.